# Pro Modified

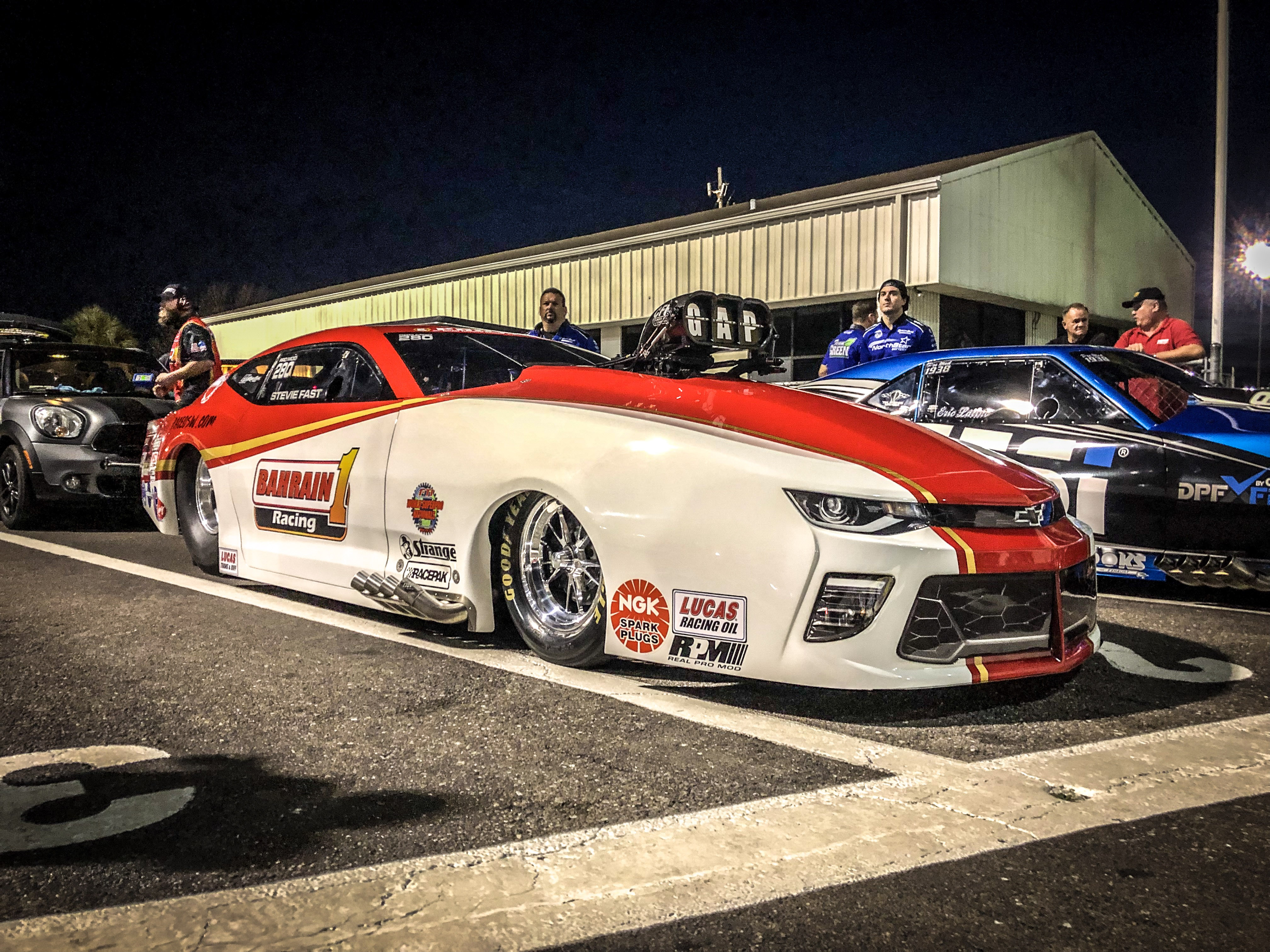
Stevie Fasts Super Charged Pro Modified Chevrolet Camaro 2019.

Pro Modified, även känd som Pro Mod, är en klass eller division inom dragracing.
Reglerna för Pro Modified föreskriver bilar som baseras på en serietillverkad bilmodell och som måste ha många av vanliga bilars egenskaper. De flesta bilarna körs på metanol som bränsle och de starkaste motorerna producerar runt 4000-5000 hästkrafter. De snabbaste bilarna i klassen accelererar till över 400 km/tim på 5,8 sekunder. Klassen ingår i FIA European Drag Racing Championship och National Hot Rod Association.